# Stazione di Golf Halt
Golf Halt (in gallese Gorsafawddacha'idraigodanheddogleddollônpenrhynareurdraethceredigion) è una stazione ferroviaria britannica che sorge sulla linea a vapore di Fairbourne, nel Galles settentrionale.

## Storia
Golf Halt, di per sé non molto rilevante per traffico, vanta tuttavia la singolarità linguistica di essere l'oggetto geografico che in gallese vanta il nome più lungo del mondo, Gorsafawddacha’idraigodanheddogleddollônpenrhynareurdraethceredigion (anche se il toponimo più lungo rimane il villaggio di Llanfairpwllgwyngyllgogerychwyrndrobwllllantysiliogogogoch, ancora in Galles); tale nome locale fu per diverso tempo anche il suo nome ufficiale finché nel 2007 la stazione non tornò ad assumere la denominazione in inglese.
Il nome gallese è traducibile come La stazione di Mawddach e i suoi denti di dragone lungo la strada di Northern Penrhyn sulla spiaggia dorata di Cardigan Bay.